# Hydrobiosella cerula
Hydrobiosella cerula är en nattsländeart som beskrevs av Arturs Neboiss 1977. Hydrobiosella cerula ingår i släktet Hydrobiosella och familjen stengömmenattsländor. Inga underarter finns listade i Catalogue of Life.